# Silvia González Delgado
Silvia González Delgado (Cd. Camargo, Chihuahua, 14 de agosto de 1966) es una escritora mexicana de novela juvenil y cuentos infantiles.

## Biografía
Silvia González Delgado, es una escritora mexicana, chihuahuense, originaria de Cd. Camargo, que nació el 14 de agosto de 1966.  Es Maestra en Humanidades por el Tecnológico de Monterrey. Del 2007 al 2008 escribió más de cien cuentos infantiles para El Heraldo de Chihuahua, y publicó el libro de cuentos infantiles Papi, Cuéntame un Cuento. 
Obtiene un premio en Ecuador por su novela para adolescentes La Berenjena Gigante en el 2008, luego publica la novela juvenil Mariela, Marielena o Dieciséis Rosas para un Adiós. En el 2012 gana el premio Jóvenes del Mercosur, concurso literario entre Brasil, Chile, Argentina y México con su novela Mi Hermano el Astrónomo.
El Partido Acción Nacional le encarga la publicación de dos biografías de sendas señoras de la política nacional: la fundadora del partido Blanca Magrassi de Álvarez, cuya vida fue dedicada a la innovación educativa y formó la escuela Elizabeth Sheton, cuya semblanza lleva por nombre Amor a la Enseñanza; y Ambición de Igualdad, vida y obra de la congresista y escritora María Elena de Vicencio, fundadora del INMUJERES en el periodo de Vicente Fox y mujer clave en el desarrollo de las políticas de equidad de género.
En 2017 publica Un Rayo en la Pradera, novela histórica ambientada en el Tíbet de mediados del siglo pasado cuando fue invadido por China comunista; el nombre de la novela hace referencia a un poema de Julio Cortázar, en su novela Rayuela y fue traducida al inglés como Faith en Love in Tibet.
Mujeres de Moral Blandita y Nosotros los Hijos de Saturno, son sus novelas juveniles en la Web publicadas en el 2018. 
En 2020 gana el concurso de DEMAC (Documentos y Estudios de Mujeres A.C.) con su texto Tab'tami, que es publicado en español y con su traducción al rarámuri en el libro Mujeres al Grito de ya Basta.
En el 2021 publica el cuento infantil, Teporaka, en español y rarámuri, con bellas ilustraciones que nos muestran la vida real del rebelde tarahumara.
Publica quincenalmente en El Heraldo de Chihuahua sobre Desarrollo Humano, misticismo, y en tiempos de elecciones sobre política electoral.

## Libros Publicados
2021 - Gabriel Teporaka, El rebelde tarahumara, 2021, Secretaría de Cultura y Pacmyc Chihuahua.
2020 - Tab'Tami, Editorial DEMAC.
2018 - Faith and Love In Tibet: historical novel
2017 - Un Rayo en la Pradera, Novela, Editorial Rodrigo Porrúa
2016 - Ambición de Igualdad, Estudios de género, Biografía. Editorial Fundación Rafael Preciado
2014 - Amor a la Enseñanza, Biografía, Editorial Fundación Miguel Estrada Iturbide
2012 - Mi Hermano el Astrónomo, Novela juvenil premiada en Argentina, Editorial Comunicarte
2008 - La Berenjena Gigante, Novela Juvenil Premiada en Ecuador, Editorial Libresa
2008 - Dieciséis Rosas para un Adiós, Novela juvenil, historia de una madre soltera, Editorial Doble Hélice
2007 - Papi, Cuéntame un Cuento, Cuentos infantiles
1. ↑  «Sitio Oficial de Silvia González».
2. ↑  «Twitter de Silvia Gonzalez».
3. ↑  «Instagram de Silvia González».
4. ↑  «Silvia Gonzalez gana el concurso de DEMAC».
5. ↑  «El Heraldo de Chihuahua Autora Silvia Gonzalez».
6. ↑  «Tab'Tami».
7. ↑  «Ambición de Igualdad».
8. ↑  «Amor a la Enseñanza».

- Datos: Q111737773